# 扎哈里夫卡 (馬里烏波爾區)
47°8′19″N 36°58′46″E / 47.13861°N 36.97944°E

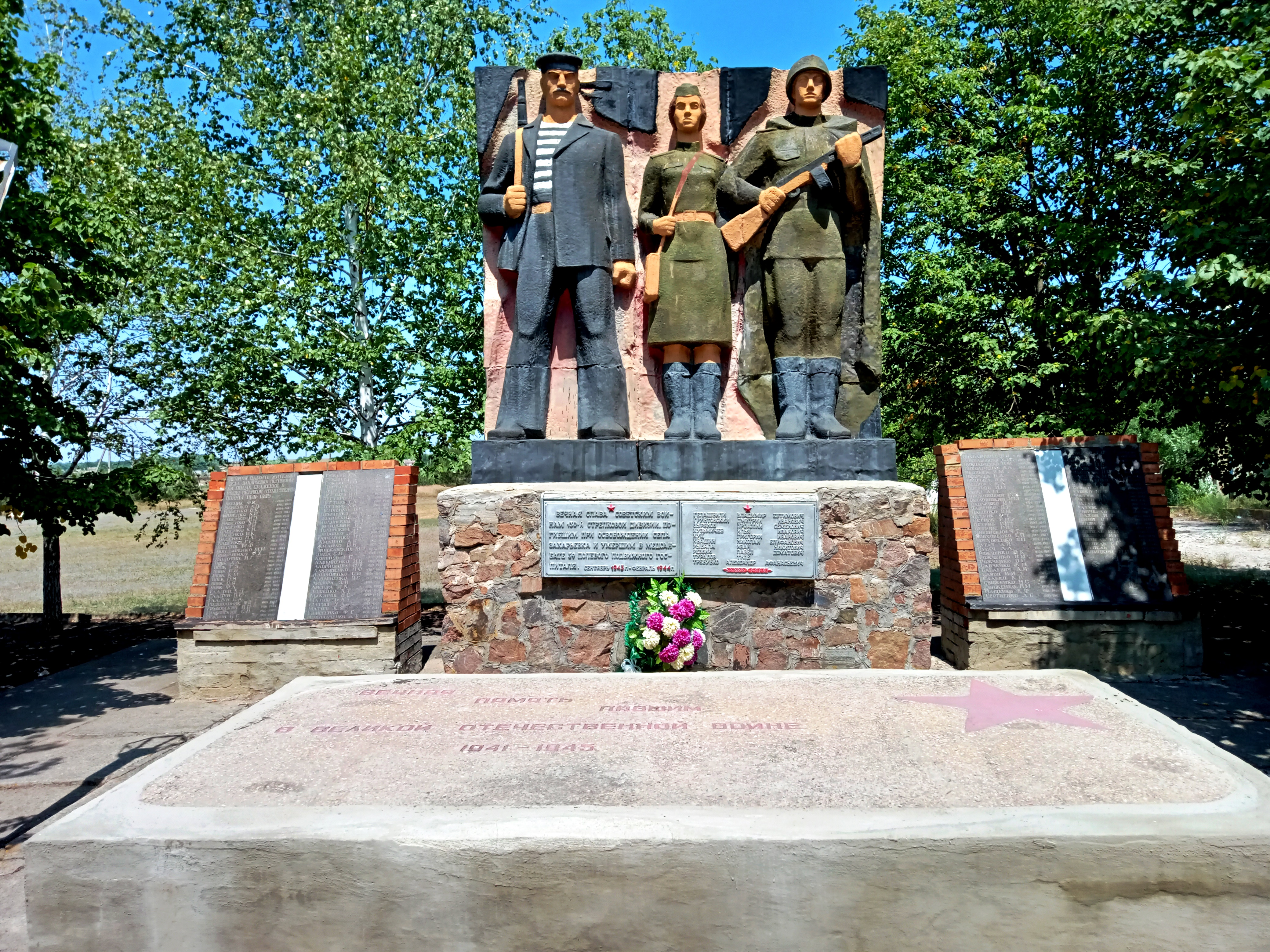
烈士墓及纪念碑

扎哈里夫卡（烏克蘭語：Захарівка）是位於烏克蘭東部的村莊，由頓涅茨克州马里乌波尔区的曼胡什市鎮負責管轄。該村距離頓涅茨克143公里，始建於1750年，海拔高度62米，2001年人口660。